# San Juan y Martínez
San Juan y Martínez es una localidad y también un municipio  cubano perteneciente a la provincia de  Pinar del Río.  El municipio agrupa 47 localidades en una región fundamentalmente tabacalera. En 2017, contaba con una población estimada de 43, 572  habitantes y una extensión superficial de 408,24 km².
Actualmente, posee la ESBU "Antero Fernández Vargas", la segunda escuela secundaria más grande del país, con más de 1000 estudiantes.

## Geografía
Limita al norte con los municipios de Minas de Matahambre y de Viñales; al sur con el mar Caribe, Ensenada de Cortés; al este con los municipios de San Luis y de Pinar del Río; y al oeste con el de   Guane.

## Núcleos de población
Habitan  44 969 personas al cierre del 31 de diciembre de 2011. La población urbana representa el  35% del total.
| Año 2011 | Mujeres | Hombres | TOTAL  |
| Urbano   | 7 901   | 7 833   | 15 734 |
| Rural    | 14 112  | 15 123  | 29 235 |
| Total    | 22 013  | 22 965  | 44 969 |

Fuente: Oficina Nacional de Estadística y Población (ONEP), República de Cuba.
Actualmente el municipio está dividido en 8 Consejos Populares
| Consejo Popular | Población (2011) | Área (km²) |
| --------------- | ---------------- | ---------- |
| Boca de Galafre | 3 616            | 70.50      |
| Galope          | 3 521            | 37.50      |
| Punta de Carta  | 3 814            | 27.00      |
| Vivero          | 4 638            | 8.00       |
| Río Seco        | 4 865            | 16.50      |
| Cafetal         | 3 826            | 19.50      |
| Lagunilla       | 2 293            | 100.00     |
| Campo Hermoso   | 3 756            | 40.00      |
| Urbano          | 9 969            | 3.50       |
| Hermanos Saíz   | 4 365            | 8.00       |
| Total           | 44 663           | 330.50     |

## Historia
El Partido de San Juan y Martínez  fue una división administrativa histórica de la Jurisdicción de Pinar del Río en el Departamento Occidental.  A la cabeza de la administración y gobierno de esta Jurisdicción, se hallaba el teniente gobernador civil, político y militar que reside en Pinar del Río, con los demás funcionarios y subalternos necesarios. 
La  alcaldía o capitanía de partido se encuentra en la aldea de San Juan y Martínez.
El 23 de enero de 1875 se le otorgó el título de Villa de Dulce Nombre de Jesús. El 15 de septiembre de 1878 se le da a la Villa la categoría de municipio.